# Place Georges-Pompidou
Place Georges-Pompidou (Náměstí George Pompidoua) je náměstí v Paříži. Nachází se ve 4. obvodu před Centre Georges Pompidou. Jak náměstí, tak kulturní centrum nesou jméno bývalého francouzského prezidenta George Pompidoua (1911-1974), který zastával úřad od roku 1969 do své smrti.

## Poloha
Náměstí je součástí pěší zóny. Je ohraničeno ulicemi Rue Beaubourg na východě, Rue Saint-Merri na jihu, Rue Saint-Martin na západě a Rue Rambuteau na severu.

## Historie
Náměstí vzniklo při stavbě Centre Georges Pompidou v 70. letech. Bylo pojmenováno městskou vyhláškou z 21. listopadu 1979.
Náměstí si oblíbili pouliční umělci (hudebníci, kreslíři a malíři) poskytující své služby kolemjdoucím.

## Významné stavby
Hlavní dominantou náměstí je Centre Georges Pompidou, které se rozkládá podél jeho východní strany. Na protější straně vystupují ze země podél Rue Saint-Martin bílé tubusy, které zajišťují odvětrávání z podzemních garáží pod náměstím. V severní části náměstí se nachází rekonstruovaný ateliér sochaře Constantina Brâncuşiho.